# Bajedichaur
Bajedichaur (nep. वजेडिचौर) – gaun wikas samiti w zachodniej części Nepalu w strefie Bheri w dystrykcie Surkhet. Według nepalskiego spisu powszechnego z 2001 roku liczył on 696 gospodarstw domowych i 3852 mieszkańców (2098 kobiet i 1754 mężczyzn).